# HMS C25
HMS C25 – brytyjski okręt podwodny typu C. Zbudowany w latach 1908–1909 w Zakładach Vickers w Barrow-in-Furness. Okręt został wodowany 28 maja 1909 roku i rozpoczął służbę w Royal Navy.
W 1914 roku C25 stacjonował w Leith przydzielony do Siódmej Flotylli Okrętów Podwodnych (7th Submarine Flotilla) pod dowództwem Henry’ego G. Higginsa.
Po włączeniu się Wielkiej Brytanii do I wojny światowej, jednostka patrolowała akweny Morza Północnego w obszarach pomiędzy Dover a wybrzeżami Holandii. 6 lipca 1918 roku w odległości około 24 km od Orford Ness jednostka została zaatakowana na powierzchni przez grupę niemieckich wodnosamolotów z Seefliegerstation Flandern I w Zeebrugge, dowodzoną przez Friedricha Christiansen. Jednostka została ostrzelana i zbombardowana, w wyniku czego zginął jej kapitan David Courtenay Bell, oraz pięciu marynarzy. Okręt został poważnie uszkodzony i odholowany do portu przez przybyły z pomocą niszczyciel HMS Lurcher.
5 grudnia 1921 roku okręt został sprzedany.